# Tit Gegani Macerí
Tit Gegani Macerí (en llatí: Titus Geganius Macerinus) va ser un magistrat romà. Formava part de la gens Gegània, i era de la família dels Macerí.
Va ser elegit cònsol l'any 492 aC juntament amb Publi Minuci Augurí i en el seu període es va produir una gran fam a Roma, a causa que les terres no s'havien cultivat a l'any anterior perquè la plebs s'havia revoltat i s'havia retirat al Mont Sagrat.